# La dama de ferro
La dama de ferro (títol original en anglès, The Iron Lady) és una pel·lícula britànico-francesa de 2011 dirigida per Phyllida Lloyd i basada en la biografia de Margaret Thatcher, la primera dona europea que va ocupar el càrrec de Primer Ministre.

## Argument[3]
Margaret Thatcher, afectada de la malaltia d'Alzheimer, rememora tots els instants de la seva vida, des dels seus pares botiguers a la seva primera elecció a la Cambra dels Comuns del Regne Unit, des del seu matrimoni amb Denis Thatcher a la seva elecció al cap del Partit conservador, des del seu pas pel ministeri de l'Educació a la guerra de les Malvines, de les grans vagues a les manifestacions contra la fiscalitat local, que comporten la seva caiguda el 1990.

## Repartiment
| Intèrpret        | Personatge               | Veu en català    |
| ---------------- | ------------------------ | ---------------- |
| Meryl Streep     | Margaret Thatcher        | Rosa Guiñón      |
| Alexandra Roach  | Margaret Thatcher (jove) | Marta Barbarà    |
| Jim Broadbent    | Denis Thatcher           | Jaume Comas      |
| Harry Lloyd      | Denis Thatcher (jove)    | Hernan Fernández |
| Iain Glen        | Alfred Roberts           | Eduard Elias     |
| Olivia Colman    | Carol Thatcher           | Ana Pallejà      |
| Anthony Head     | Geoffrey Howe            | Domènech Farell  |
| Nicholas Farrell | Airey Neave              | Santi Lorenz     |
| Richard E. Grant | Michael Heseltine        | Ramon Canals     |
| Susan Brown      | June                     | Aurora García    |

## Premis i nominacions[4]

### Premis
- 2012: Oscar a la millor actriu per Meryl Streep
- 2012: Oscar al millor maquillatge per Mark Coulier i J. Roy Helland
- 2012: Globus d'Or a la millor actriu dramàtica per Meryl Streep
- 2012: BAFTA a la millor actriu per Meryl Streep
- 2012: BAFTA al millor maquillatge per Marese Langan, Mark Coulier i J. Roy Helland

### Nominacions
- 2012: BAFTA al millor guió original per Abi Morgan
- 2012: BAFTA al millor actor secundari per Jim Broadbent